# Чемпионат Австрии по гандболу среди мужчин
Гандбольная лига Австрии (нем. Handball Liga Austria (HLA)) - высший дивизион Австрии по гандболу. В полевой гандбол в Австрии начали играть в 1923 году. В современном виде чемпионат проводится с 1961 года.

## Текущий состав
| Команда            | Город          |
| ------------------ | -------------- |
| Хард               | Хард           |
| Файверс Маргаретен | Вена           |
| Брегенц            | Брегенц        |
| Вест-Вена          | Вена           |
| Кремс              | Кремс-на-Дунае |
| Тироль             | Швац           |
| Ферлах             | Ферлах         |
| Унион Леобен       | Леобен         |
| Линц               | Линц           |
| Райффайзен         | Бернбах/Кёфлах |

## Список чемпионов
- Хард: 2003, 2012-2015, 2017, 2021
- Файверс Маргаретен: 2011, 2016, 2018
- Брегенц: 2001, 2002, 2004-2010
- Ремус: 1999, 2000
- Шпаркассе Брюк: 1997, 1998
- Линц: 1961, 1970, 1978-1981, 1994-1996
- Фольксбанк: 1966, 1989, 1991-1993
- АТСЕ Грац: 1983-1985, 1987, 1988, 1990
- Штокерау: 1986
- Кёфлах: 1982
- Кремс: 1973, 1975, 1977, 2019, 2022
- Оберглас Бернбах: 1974, 1976
- Зальцбург: 1968, 1969, 1971, 1972
- Рапид: 1963-1965, 1967
- Атцгерсдорф: 1962